# Línea Azul (Metro de Atlanta)
La línea Azul (en inglés: Blue Line) es una de las tres líneas de tránsito rápido del Metro de Atlanta. La línea opera entre las estaciones Hamilton E. Holmes e Indian Creek, pasando por Atlanta, Decatur y áreas no incorporadas del condado de DeKalb.